# Botley (Hampshire)
Pour les articles homonymes, voir Botley.
Botley est une paroisse civile et un village du Hampshire, en Angleterre.